# ZYpp
Zypper é um gerenciador de pacotes usado no openSUSE desde a versão 10.2 Beta1. Ele utiliza libzypp. Ele é gratuito e licenciado pela GNU General Public License v2 ou posterior.